# 美山鍾乳洞
美山鍾乳洞 （みやましょうにゅうどう）は、岐阜県郡上市にある鍾乳洞。
郡上八幡美山鍾乳洞とも表記される。

## 概要
- 郡上市の天然記念物に指定されている鍾乳洞である。1969年（昭和44年）開業。
- 立体迷路型（竪穴式）の鍾乳洞であり、広さは東西約160m、南北約130m、深さ約80m。全長は約2000mであり、うち約800mが観光用として一般公開されている。洞内の平均気温は約15℃。観光用とは別に、ケイビング用の鍾乳洞がある。
- この付近には数多くの鍾乳洞があり、ナウマンゾウ、ヘラジカ、オオツノジカなどの化石が発見されている。
- 入口は山の中腹にあり、出口は山頂付近にある。出口には頂上展望台があり、恋人の聖地サテライトに指定されている。

## 見所
- 揺籃の門
- 緞帳の間
- 鍾乳銀座
- 愛のトンネル
- 真珠の滝
- 雪渓の大瀑布
- 黄金の滝
- 千仞の峡谷

など

## 利用案内
- 休業日：毎週木曜日（祝日は営業）。冬期休業（12月～3月上旬）。（ただし、夏季は無休）
- 営業時間
  - 3月中旬～10月　9:00 - 17:00
  - 11月　9:00 - 16:00
- 入場料
  - 一般（中学生以上）：900円
  - 子供（3歳以上）：500円

## 所在地
- 岐阜県郡上市八幡町美山421

## 交通アクセス
- 東海北陸自動車道郡上八幡ICより車で約25分。
- 八幡観光バス和良線「八幡鍾乳洞前」バス停より徒歩約20分。
  - 長良川鉄道郡上八幡駅より「方須下」または「祖師野上」行き。